# Sebaa Chioukh
Sebaa Chioukh (em árabe: السبعة شيوخ) é uma cidade e comuna localizada na província de Tremecém, no noroeste da Argélia. Em 2008, sua população era de 4 634 habitantes.